# Sutiwas Wongsamran
Sutiwas Wongsamran (สุทิวัส วงษ์สำราญ), noto anche con lo pseudonimo di Aof (อ๊อฟ) (22 febbraio 1996), è un attore thailandese.

## Filmografia

### Cinema
- Virgin Am I, regia di Anuchit Muanprom (2012)
- Enough, regia di Thanamin Wongsakulpach (2017)[1]

### Televisione
- Make It Right: The Series - Rak ok doen - serie TV (2016-2017)
- Make It Live: On The Beach - serie TV, cameo (2019)

## Discografia
- 2016 - Kwahm rak tung jet (con il cast di "Make It Right: The Series - Rak ok doen")